# Dizionario geografico storico-statistico-commerciale degli Stati di S. M. il Re di Sardegna
Il Dizionario geografico storico-statistico-commerciale degli Stati di S. M. il Re di Sardegna è un'opera in 26 volumi curata dall'abate e storico Goffredo Casalis, pubblicata fra il 1833 e il 1855 a Torino.
Il 1° volume dell'opera, fu pubblicato a Torino alla fine del 1833 l'ultimo volume fu pubblicato nel 1855. L'opera in 26 volumi era suddivisa in 29 tomi. Tra il 1856 e il 1857 Paolo Camosso, il collaboratore del Casalis ed erede della proprietà e dei diritti dell'opera, aggiunse due volumi di Appendici, il 27° e il 28°, contenenti una nuova esposizione delle voci contenute nel 1° volume del Dizionario e l'aggiunta di integrazioni suggerite da numerosi eruditi.

## Storia e contesto culturale
L'enorme impresa editoriale era stata promossa, attorno al 1830, da una società di imprenditori torinesi costituita dal libraio Giuseppe Maspero e dalla Tipografia Cassone, Marzorati e Vercelloni, questi ultimi avevano già da tempo una stretta collaborazione con il Casalis, il quale dal 1823 al 1829 aveva curato diverse pubblicazioni e una collana popolare di cultura religiosa per gli editori Maspero e Marzorati.
L'idea era di realizzare, oltre alla preliminare raccolta di un'imponente mole di notizie (di carattere geografico, statistico, storico, economico, demologico, politico-amministrativo, ecclesiastico e biografico), una puntuale descrizione dei territori continentali e insulari appartenenti allo stato sabaudo. L'idea di raccogliere quegli elementi geografici, storici, economici e statistici era finalizzata a fornire uno strumento agli uomini di governo per una migliore conoscenza e conduzione degli affari dello Stato. Tale idea era penetrata nel contesto culturale piemontese già nel secolo XVII, e ne erano stati i portatori un gruppo di giovani intellettuali torinesi sensibili al clima culturale del secolo dei lumi e alle suggestioni enciclopediche dell’illuminismo francese.
Tra questi figuravano Angelo Paolo Carena, che nel 1765 aveva scritto un abbozzo di Dictionnaire géographique des États de S. M.. Nel 1783, un gruppo di giovani aristocratici, di cui era anima Prospero Balbo, avevano dato vita ad un circolo culturale e si erano fatti propugnatori di un moderno progetto di Dizionario geografico degli Stati sardi non meramente corografico-descrittivo, ma storico e geografico, attento alla demografia, all’economia politica e alla nascente scienza statistica, che potesse fungere da valido sopporto alla illuministica idea di riformismo politico e di uso “civile” della letteratura.

## Pubblicazioni dell'opera
I volumi del Dizionario del Casalis furono pubblicati a Torino presso l'editore G. Maspero librajo e Cassone, Marzorati, Vercellotti tipografi.
| Volume       | Data di pubblicazione | Pagine | Testo in formato elettronico     |
| ------------ | --------------------- | ------ | -------------------------------- |
| I            | 1833                  | 531    | Abbadia - Azzara                 |
| II           | 1834                  | 784    | Baceno - Buzalla                 |
| III          | 1836                  | 790    | Cabella - Casale                 |
| IV           | 1837                  | 787    | Casale - Chieri                  |
| V            | 1839                  | 850    | Chiesa - Cuzago                  |
| VI           | 1840                  | 916    | Dagnente - Furtei                |
| VII          | 1840                  | 1366   | Gabiano - Genova                 |
| VIII         | 1841                  | 696    | Genuri - Keremule                |
| IX           | 1841                  | 1008   | La Balma - Luzzano               |
| X            | 1842                  | 798    | Macello - Mondovì                |
| XI           | 1843                  | 1026   | Mondrone - Nizza Marittima       |
| XII          | 1843                  | 775    | Noasca - Nus                     |
| XIII         | 1845                  | 837    | Obiano - Oyace                   |
| XIV          | 1846                  | 1193   | Pabillonis - Piemonte            |
| XV           | 1847                  | 822    | Pierlaz - Putifigari             |
| XVI          | 1847                  | 671    | Quadrate - Rutort                |
| XVII         | 1848                  | 879    | Sabbia - Saluzzo                 |
| XVIII        | 1849                  | 812    | Salza - Sardara                  |
| XVIII bis    | 1851                  | 774    | Sardegna                         |
| XVIII ter    | 1853                  | 930    | Sardegna                         |
| XVIII quater | 1856                  | 795    | Sardegna                         |
| XIX          | 1849                  | 944    | Sardieres - Serrenti             |
| XX           | 1850                  | 1014   | Serrières - Torgnon              |
| XXI          | 1851                  | 1144   | Torino                           |
| XXII         | 1852                  | 1013   | Torino                           |
| XXIII        | 1853                  | 902    | Tornaco - Verboux                |
| XXIV         | 1853                  | 650    | Vercelli                         |
| XXV          | 1854                  | 566    | Verd - Vintebbio                 |
| XXVI         | 1854                  | 673    | Vinzaglio - Zurzana              |
| XXVII        | 1855                  | 700    | Appendice: Abai - Buttogno       |
| XXVIII       | 1856                  | 762    | Appendice: Cadarafagno - Zerbolò |

## Edizioni
- Goffredo Casalis, G. Maspero librajo, Torino, 1856
- Vittorio Angius, ARCHIVIO FOTOGRAFICO SARDO ISBN 9786600018195